# Триоксид ксенона
Триокси́д ксено́на XeO3 — белые или светло-голубые кристаллы. Получают гидролизом тетра- или гексафторида ксенона. В сухом виде чрезвычайно взрывоопасен, особенно при контакте с органикой.

## Физические свойства
Плотность 4,55 г/см³.
Взрывается в сухом виде при температуре выше 25 °C или при размере кристаллов более 20 мг. По теплоте взрыва равен тротилу. При взрыве образуются ксенон и кислород:
2XeO3 → 2Xe + 3O2

## Химические свойства
С водой образует ксенонистую кислоту H2XeO4, которая постепенно разлагается с выделением кислорода и ксенона. Водный раствор не взрывоопасен, является сильным окислителем. Способен окислять соли марганца до перманганата. С щелочами образует соли — ксенаты.

## Получение
Триоксид ксенона получают контролируемым гидролизом тетрафторида или гексафторида ксенона при пониженной температуре.

## Применение
В настоящее время, из-за нестабильности, не находит применения.